# Vesijako
Vesijako är en sjö i Finland. Den ligger i kommunen Padasjoki i landskapet Päijänne-Tavastland, i den södra delen av landet, 130 km norr om huvudstaden Helsingfors. Vesijako ligger 108,4 meter över havet. Den är 36,81 meter djup. Arean är 16,5 kvadratkilometer och strandlinjen är 80,4 kilometer lång. Sjön  ingår i Kumo älvs huvudavrinningsområde.   I omgivningarna runt Vesijako växer i huvudsak barrskog. Den sträcker sig 8,4 kilometer i nord-sydlig riktning, och 7,7 kilometer i öst-västlig riktning.
Vesijako är en del av bifurkationssystemet som består av sjöarna Vesijako, Vehkajärvi och Lummene. Av dessa har både Vesijako och Lummene två utlopp i två olika huvudavrinningsområden: Kumo älvs avrinningsområde i väst och Kymmene älv avrinningsområde i öst. I väst avvattnas Lummene till Vehkajärvi som i sin tur avvattnas till Vesijako. 

## Öar
- Hannunsaaret (en ö)
- Kokonsaari (en ö)
- Selkä-Kaitano (en ö)
- Maa-Kaitano (en ö)
- Saukonsaari (en ö)
- Isosaari (en ö)
- Iso-Petäjistö (en ö)
- Pikku-Petäjistö (en ö)
- Takkusaari (en ö)
- Verkkosaari (en ö)
- Tiuhansaari (en ö)
- Pikku-Tiuhanen (en ö)
- Lakkasaari (en ö)
- Hautasaari (en ö)
- Metelinsaari (en ö)
- Sikosaari (en ö)
- Riikansaari (en ö)
- Partinsaari (en ö)
- Kotasaari (en ö)
- Apajaissaari (en ö)
- Palanne (en ö)
- Suullisensaari (en ö)
- Varpuslinnankivi (en ö)
- Kalliosaaret (en ö)
- Kangassaari (en ö)
- Messusaaret (en ö)
- Hevonleuka (en ö)
- Terrisaaret (en ö)
- Lihasaari (en ö)